# Kari Vidø
Kari Charlotte Abrahamsen, kendt som Kari Vidø, (født 4. december 1961) er en dansk dramatiker og instruktør.

## Filmografi
- Store Drømme (2009)
- En dans på roser (2007)
- 2900 Happiness (2007)
- Nynne (2006)
- Absalons hemmelighed (2006)
- Forsvar (2003)
- Bjergkuller (2002)
- Susanne Sillemann (2000)
- Rejseholdet (2000)
- Sort høst (1993)
- Y som Yrsa (1991)